# Nuñomoral
Nuñomoral é um município da Espanha na província de Cáceres, comunidade autónoma da Estremadura. É a capital da comarca de Las Hurdes, tem 94,8 km² de área e em 2021 tinha 1 224 habitantes (densidade: 12,9 hab./km²).

## Demografia
| Variação demográfica do município entre 1991 e 2004 [carece de fontes?] | Variação demográfica do município entre 1991 e 2004 [carece de fontes?] | Variação demográfica do município entre 1991 e 2004 [carece de fontes?] | Variação demográfica do município entre 1991 e 2004 [carece de fontes?] |
| ----------------------------------------------------------------------- | ----------------------------------------------------------------------- | ----------------------------------------------------------------------- | ----------------------------------------------------------------------- |
| 1991                                                                    | 1996                                                                    | 2001                                                                    | 2004                                                                    |
| 2195                                                                    | 2002                                                                    | 1768                                                                    | 1581                                                                    |